# Mudschtahid
Ein Mudschtahid (arabisch مجتهد, DMG muǧtahid) ist ein islamischer Rechtsgelehrter, der die Befähigung zur selbständigen Urteilsbildung, zum Idschtihād, besitzt. In der Zwölfer-Schia wird diese Qualifikation innerhalb der Hawza-Ausbildung erworben. Ein Mudschtahid, der Muqallidūn um sich schart, kann hier den Rang eines Ajatollah erlangen. Der Begriff ist nicht mit dem ähnlich lautenden Begriff Mudschāhid zu verwechseln, der denjenigen bezeichnet, der den Dschihad betreibt.
Ein Mudschtahid hat umfangreiche Kenntnisse zu besitzen über:
- die Feinheiten der arabischen Sprache,
- den Koran und die Sunna,
- das islamische Recht sowie
- die Usūl al-fiqh.

Innerhalb der islamischen Rechtstheorie gibt es den Grundsatz, dass jeder Mudschtahid Recht hat (kull muǧtahid muṣīb). Die Gültigkeit und Reichweite dieses Grundsatzes sind allerdings umstritten.